# Сатай (Алтинсаринський район)
Сата́й (каз. Сатай) — село у складі Алтинсаринського району Костанайської області Казахстану. сільського округу імені Маріям Хакімжанової.
Населення — 273 особи (2021; 324 у 2009, 453 у 1999, 425 у 1989).